# Sicorace (personaggio)
Sicorace (in inglese Sycorax, in alcune traduzioni Sìcora o Sicoracia) è un personaggio teatrale de La tempesta di William Shakespeare. È una strega, madre di Calibano. Nonostante sia spesso nominata, è morta prima degli eventi narrati nel dramma e dunque non compare in alcuna scena; tuttavia è di grande importanza nella trama dell'antefatto.

## Storia del personaggio
La storia di Sicorace è narrata da Prospero in tre scene del primo atto, rispettivamente a Miranda, ad Ariel e allo stesso Calibano. Sicorace era una potente strega che risiedeva ad Algeri, in grado di praticare una stregoneria talmente potente da poter controllare perfino la luna. La donna fu ritenuta colpevole di molte nefandezze ma, probabilmente a causa della sua gravidanza, invece di essere messa a morte fu esiliata sull'isola dove si ambienta il dramma. Qui aveva dato alla luce Calibano e lo aveva iniziato all'adorazione del demonio Setebos; inoltre aveva soggiogato con la sua magia tutti gli spiriti che abitavano l'isola, primo tra tutti Ariel, che la donna aveva punito per la sua disobbedienza intrappolandolo in un albero. Muore diversi anni prima dell'arrivo di Prospero e Miranda sull'isola.

### Ruolo nello svolgimento del dramma
Pur non comparendo nel dramma, Sicorace è di primaria importanza nelle relazioni tra i vari personaggi e, con un peso leggermente inferiore, nello svolgersi degli eventi. Poiché Prospero finisce per essere il sostituto positivo di Sicorace, Calibano finisce per odiarlo profondamente in quanto usurpatore; per gli stessi motivi, quando Prospero libera Ariel dalla prigionia inflittagli da Sicorace, lo spirito diventa suo servo e l'uomo si servirà della sua magia per mettere in atto tutti i suoi piani. Il mago ricorderà spesso ad Ariel quanto terribili fossero i metodi di Sicorace in confronto ai suoi, e ciò porterà lo spirito ad obbedirgli seppur controvoglia.

## Fonti ed etimologia
Le fonti letterarie di Shakespeare per il personaggio di Sicorace sono ignote, a parte possibili accostamenti a figure di donne dai poteri magici quali Circe e Medea.
Il nome originale del personaggio è Sycorax, nel cui etimo si incontrano le parole latine sus, "maiale", e corax, "corvo", due animali ritenuti diabolici nel XVII secolo; la prima sillaba può fare anche riferimento alla Scizia, tanto che in alcune traduzioni, il nome della strega viene traslato in Corvo della Scizia.
Altre interpretazioni vogliono il nome della strega come corruzione di psychorrhax, parola greca che vuol dire dolore luttuoso; è stata anche avanzata l'ipotesi di un'etimologia ebraica con la parola shokeret, che significa "ingannatore". Infine, la sillabazione del nome richiama Corace di Siracusa (in latino Corax Syracusanus), ritenuto il pioniere della retorica
Inoltre, è bene notare che in inglese il nome suona come una combinazione delle parole sick, "malato, nauseato" e wreck, "naufragio" (o wracks, "danni"). Poiché i poteri della strega erano in grado di controllare gli eventi atmosferici e causare tempeste, il suo nome può essere messo in relazione al mal di mare e ai naufragi. Il nome della divinità adorata da Sicorace, Setobos, appare nella descrizione della spedizione di Magellano fatta da Antonio Pigafetta nel suo libro "Relazione del primo viaggio intorno al mondo", dove è descritta come un demonio adorato dai Patagoni.

## Influenza culturale
- Sicorace, satellite naturale di Urano, prende il nome dal personaggio shakespeariano.[7]